# 손가군
손가군(Paulyn Sun, 1974년 9월 11일 ~ )은 싱가포르의 배우이다.
싱가포르에서 태어났다.

## 영화
- 허스밴드 킬러 (2017년)
- 하드코어 코미디 (2013년)
- 푸보 (2003년)
- 완미정인 (2001년)
- 이치 더 킬러 (2001년)
- 화양연화 (2000년)
- 귀청 (1999년)
- 흑금제국 (1999년)
- 언톨드 스토리 2 - 천주지멸 (1998년)
- 음양로 4 - 여귀동행 (1998년)
- 흑금 (1997년)
- 정패향초구락부 (1996년)
- 인간색상 (1996년)
- 시티 헌터 2 (1996년)
- 산수유상봉 (1995년)
- 정인적안루 (1995년)
- 홍콩 마스크 (1995년)